# Bój pod Ziabkami (1920)
Bój pod Ziabkami – walki polskiego 38 pułku piechoty z pododdziałami sowieckich 34 i 35 pułku strzelców toczone w okresie wojny polsko-bolszewickiej.

## Geneza
14 maja 1920 ruszyła sowiecka ofensywa wojsk Frontu Zachodniego Michaiła Tuchaczewskiego. 15 Armia Augusta Korka i Grupa Północna Jewgienija Siergiejewa uderzyły na pozycje oddziałów polskich 8 Dywizji Piechoty i 1 Dywizji Litewsko-Białoruskiej w ogólnym kierunku na Głębokie. Wykonująca uderzenie pomocnicze 16 Armia Nikołaja Sołłohuba zaatakowała oddziały 4 Armii gen. Stanisława Szeptyckiego i podjęła próbę sforsowania Berezyny pod Murawą i Żukowcem oraz pod Żarnówkami i Niehoniczami. Wobec skomplikowanej sytuacji operacyjnej, 23 maja rozpoczął się ogólny odwrót wojsk polskich w kierunku zachodnim.
Po zatrzymaniu sowieckiej ofensywy Armia Rezerwowa gen. Kazimierza Sosnkowskiego, przy współudziale oddziałów 1. i 4 Armii, zepchnęła przeciwnika na linię rzek Auta i górna Berezyna. W pierwszej dekadzie czerwca front polsko-sowiecki na Białorusi ustabilizował się.
W związku z postępami sowieckiej ofensywy na Ukrainie, Wódz Naczelny Józef Piłsudski wydał rozkaz przeprowadzenia na północy serii wypadów na tyły sowieckie, aby stworzyć wrażenie przygotowywania natarcia dużych sił polskich.

## Walczące wojska
| Jednostka              | Dowódca               | Podporządkowanie |
| Wojsko Polskie         |                       |                  |
| IX Brygada Piechoty    | płk Adolf Jastrzębski | Armia Rezerwowa  |
| ⇒ 38 pułk piechoty     | mjr Alojzy Łukawski   | IX BP            |
| → II/38 pułku piechoty |                       | 38 pp            |
| Armia Czerwona         |                       |                  |
| ⇒ 4 Dywizja Strzelców  |                       | 15 Armia         |
| → 34 pułk strzelców    |                       | 4 DS             |
| → 35 pułk strzelców    |                       | 4 DS             |

## Walki pod Ziabkami
Po udanej kontrofensywie polskiej Armii Rezerwowej gen. Kazimierza Sosnkowskiego, 38 pułk piechoty mjr. Alojzego Łukawskiego, ze składu przerzuconej z Ukrainy IX Brygady Piechoty, obsadził odcinek frontu między jeziorami Świada i Dołhoje - tzw. przesmyk „Ziabki”.
W związku z rozkazem Wodza Naczelnego o przeprowadzeniu na północy serii wypadów na tyły sowieckie, dowódca IX BP płk Adolf Jastrzębski nakazał wykonać uderzenie na Ziabki. Do działań wyznaczony został II batalion 38 pułku piechoty. Nocą z 17 na 18 czerwca grupa wypadowa zdołała niepostrzeżenie przejść przez linię frontu i maszerując lasami o świcie zaskoczyła przeciwnika. Rozproszono stojące w Ziabkach pododdziały sowieckich 34 i 35 pułków strzelców. Wzięto do niewoli 53 jeńców, zdobyto 8 ciężkich karabinów maszynowych. Polacy wysadzili także most kolejowy, paraliżując na kilka dni funkcjonowanie stacji. Sukces okupiono stratą trzech poległych i dwunastu rannych.